# Kerplunk
Kerplunk är musikgruppen Green Days andra studioalbum, som släpptes den 17 januari 1992 i USA genom Lookout! Records. Det är den första skivan som Tré Cool, gruppens nuvarande trummis, är med på (efter att ha ersatt John Kiffmeyer) och den sista skivan som gruppen släppte genom Lookout! Records. Albumet räknas vara ett bland de bäst säljande oberoende släppta albumen genom tiderna. Efter all bra kritik de fick för albumet av 924 Gilman Street publiken så bestämde sig bandet för att resa öster ut. På östra sidan blev de snabbt älskade och fick många fans. Albumet sålde över 50.000 exemplar.

## Låtlista
All sångtext är skriven av Billie Joe Armstrong, om inget annat anges, alla låtar är komponerade av Green Day, om inget annat anges.
| Nr           | Titel                                                                                           | Längd |
| ------------ | ----------------------------------------------------------------------------------------------- | ----- |
| 1.           | 2000 Light Years Away (musik av Green Day, Jesse Michaels, Pete Rypins och Dave "E.C." Henwood) | 2:24  |
| 2.           | One for the Razorbacks                                                                          | 2:30  |
| 3.           | Welcome to Paradise                                                                             | 3:30  |
| 4.           | Christie Road                                                                                   | 3:33  |
| 5.           | Private Ale                                                                                     | 2:26  |
| 6.           | Dominated Love Slave (text av Tré Cool)                                                         | 1:42  |
| 7.           | One of My Lies                                                                                  | 2:19  |
| 8.           | 80                                                                                              | 3:39  |
| 9.           | Android                                                                                         | 3:00  |
| 10.          | No One Knows                                                                                    | 3:39  |
| 11.          | Who Wrote Holden Caulfield?                                                                     | 2:44  |
| 12.          | Words I Might Have Ate                                                                          | 2:32  |
| Total längd: | Total längd:                                                                                    | 33:58 |

| 13.          | Sweet Children                                                                      | 1:41  |
| 14.          | Best Thing in Town (text av Armstrong och Mike Dirnt)                               | 2:03  |
| 15.          | Strangeland                                                                         | 2:08  |
| 16.          | My Generation (text och musik av Pete Townshend; ursprungligen framförd av The Who) | 2:19  |
| Total längd: | Total längd:                                                                        | 42:09 |